# Aeroportul Libertador General José de San Martín
Aeroportul Libertador General José de San Martín (IATA: PSS, ICAO: SARP) este un aeroport din Provincia Misiones, Argentina ce deservește zona Posadas⁠(d). Aeroportul a fost tranzitat în decembrie 2022 de 33.397 de pasageri. A fost numit după José de San Martín.
Situat la o altitudine de 131 m, aeroportul dispune de o singură pistă.